# Prágai András
Prágai András (Nemeskér, 1590. – Tarcal, 1636.) református lelkész, író

## Élete
Iskoláit Sátoraljaújhelyen, majd a Heidelbergi Egyetemen végezte. Hazajövetele után Sátoraljaújhelyen másodpap. Innét került Szerencsre lelkésznek. Itt legalább hét évet töltött. I. Rákóczi György híve. Az ő megbízására írja könyveit. 1634-ben Göncre került. Szepsi Láni Mihály halála után megüresedett Tarcali esperesi állást pályázta meg, de csak papi tisztet nyerte el. Nem viselhette sokáig egy 1636 április 28-án kelt magánlevél, már Prágai András özvegyéről tudósított.

## Munkássága
A késői reneszánsz szellemében kezdett alkotni,  Legismertebb műve a Fejedelmek serkentő órája. Ez valójában Antonio de Guevera királytükrének teljes fordítása. (A második kötetet már korábban lefordította Draskovics János). A kortárs Rimay János erősen megbírálta stílusát, ma azonban a korszak kiemelkedő munkájának tarjuk számon. Valószínűleg 1631-ben készítette el a Sebes agynak késő sisak című közel negyven versből álló versciklust, ebben végigtekintette az elmúlt harmincéves háború hadvezéreinek jellemét, jó és rossz tulajdonságait. Az eszményi vezér Bethlen Gábor, akit az akkori fejedelemnek is példaként állított.
A Sebes agynak késő sisak már a barokkot előlegezi. Ez a munka csak a 20. században jelent meg. Weörös Sándor neki tulajdonított néhány zsoltárparafrázist, amik a szerző megjelölése nélkül Szenczi Molnár Albert egyik beszédgyűjteményében(Consecratio templi novi) jelentek meg. Mellette csak az szól, hogy Szerencsi egyházközségben, 1625-ben jelentek meg. Ha ez bebizonyosodik, akkor ezek lesznek Prágai legkorábbi ismert munkái.

## Művei
- Fejedelmek serkentő órája; 1628, Bártfa
- Sebes agynak késő sisak; 1915, Budapest